# Авл Помпей
Авл Помпей (лат. Aulus Pompeius, д/н — 102 до н. е.) — політичний діяч Римської республіки.

## Життєпис
Походив з плебейського роду Помпеїв. Син Квінта Помпея, народного трибуна 132 року до н. е. Про його життя відомо замало. У 102 році до н. е. обирається народним трибуном. Під час своєї каденції вступив у конфлікт з фригійським жерцем Баттаком, який прибув з Малої Азії. Згідно Діодора Сицилійського, останній викляв Помпея, й той раптово помер. Можливо це був збіг, або Помпея було отруєно.

## Родина
- Квінт Помпей Віфінік